# Sutamarchán
Sutamarchán es un municipio colombiano que se encuentra situado sobre el ramal de la cordillera Oriental de los Andes, al occidente del departamento de Boyacá, provincia de Ricaurte. La topografía predominante se caracteriza por ser ondulada y montañosa presentando suelos de capas vegetales, formaciones de arenisca y rocas. La distancia a la capital del departamento ― Tunja ―, es de 44 km  y en tiempo, 45 minutos.
El área de este municipio presenta variaciones de altura de entre los 2100 m s. n. m. en el valle del Río Sutamarchán, hasta los 3400 m s. n. m. en Peña de Las Águilas.

## Toponimia
Su nombre corresponde a la lengua muisca compuesta de  "SUTA" (soberano) y "MARCHAN" en homenaje al capitán Pedro Merchán de Velasco, español quien en el siglo XVIII fue encomendero de Suta. De esta manera a partir del siglo XVIII se otorga el nombre de Sutamarchán, con el cual es conocido hasta el momento.

## Historia
Sutamarchán fue fundado el 14 de diciembre de 1556 por Antonio de Santana, tuvo en el siglo XVI gran importancia porque en su territorio fue venerada la Virgen de Chiquinquirá en el sitio de los Aposentos. 
Los padres dominicos evangelizaron a los aborígenes de Suta ellos fueron Fray Martín de los Ángeles y los religiosos de Santo Domingo fray Bartolomé de Ojeda y fray Diego Godoy. El conquistador y encomendero de Suta Antonio de Santana tenía deseos de colocar en un oratorio de su casa un cuadro de Nuestra Señora del Rosario. Expresó estos anhelos al lego dominicano Fray Andrés Jadraque. El lego se trasladó a Tunja y contrató la figura del cuadro con el artista Alonso de Narváez. El pintor trazó en la mitad de una tela de algodón, de hechura indígena, con colores de tierra de los barrancos de Tunja y con zumos de hierbas, la imagen de la Virgen con un niño en los brazos. A los lados de la imagen quedaron espacios suficientes como para otros Santos. Narváez dibujó las imágenes de San Antonio y San Andrés, por los nombres del encomendero que sería propietario del lienzo y del Religioso que se había interesado en su hechura. 
Una vez concluida la obra pictórica, fue llevada a los Aposentos de Suta donde vivía Santana. Los habitantes de la casa tributaban todos los días homenaje místico al retablo. Con el pasar de los años el cuadro se deterioró mucho hasta el punto que las figuras de los santos se borraron en su totalidad. El lienzo fue quitado del lugar destinado para la veneración y se dedicaron a secar al Sol trigo, cebada, maíz, etc. Más tarde se trasladó a la casa que tenía Antonio de Santana en el sitio llamado Chiquinquirá, y allí se verificó el 26 de diciembre de 1586 la renovación milagrosa del cuadro.

## Geografía
Extensión total: 103 km². Extensión área urbana: 8 km². Extensión área rural: 95 km² con una extensión de 10.327,5 ha (planimetrado en Sistema de Información Geográfica ARCAD)

### Límites del municipio
| Noroeste: Saboyá  | Norte: Santa Sofía | Nordeste: Villa de Leyva                    |
| Oeste: Saboyá     |                    | Este: Límite entre Villa de Leyva y Sáchica |
| Suroeste: Tinjacá | Sur: Ráquira       | Sureste: Sáchica                            |

### División administrativa
La población del municipio es de 6013 habitantes, 1.297 ubicados en la cabecera municipal y 4716 en el área rural.
El área actual del perímetro urbano es de 38 hectáreas; 22 de ellas se encuentran construidos y 16 hectáreas aún quedan por edificar (lotes), de terreno ligeramente ondulado. 
En el sector rural está conformado por las veredas de Resguardo, Pedregal, Ermitaño, Labranzas, Volcán, Cañón, Carrizal, Roa, Valle de Santo Eccehomo. La vereda Pedregal se divide en cuatro sectores: Pedregal Alto, Pedregal Bajo, Aposentos y Esperanza. La de Cañón se divide en Cañón Alto, Cañón Bajo. Las veredas de Resguardo y Volcán se dividen en dos sectores: Bajo y Alto.

### Suelos

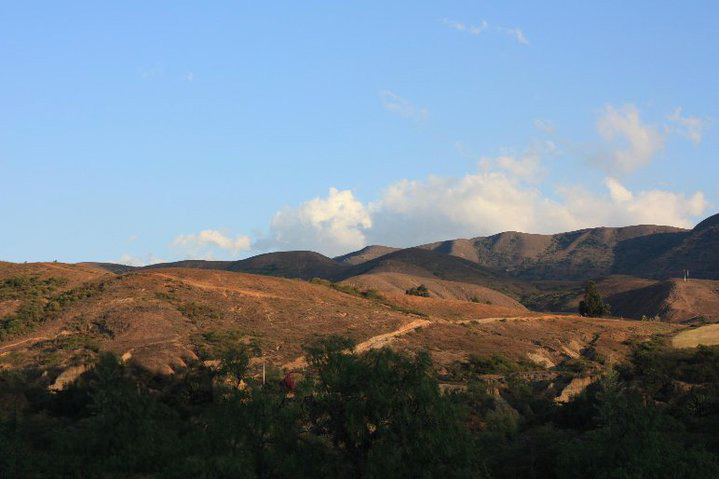
Panorámica de la vereda Roa

Posee suelos con formaciones areniscas y rocas en descomposición debido a agentes externos tales como el viento y el agua, terrenos planos con capas vegetales variables. La zona aledaña al río es muy fácil de inundación, cenagosa, razones que impiden utilizar la franja en agricultura.
De la vegetación primaria o bosque tropical existen algunos vestigios y se halla prácticamente restringido a la vega del río Sutamarchán pues el resto del terreno está constituido por laderas rocosas con aspecto desértico. Las áreas planas y onduladas donde se ha podido formar suelos tienen vegetación herbácea y algunos arbustos.

### Clima
El clima se puede clasificar como seco cálido, con temperaturas que oscilan entre 7 °C y 27 °C con un promedio mensual de 17 °C y un período de invierno prolongado durante el año, siendo los meses de mayor pluviosidad marzo, abril, mayo, junio, octubre, noviembre y diciembre. El promedio mensual de agua lluvia está entre 70 y 100 mm pero en los meses de mayor intensidad pueden alcanzar los 140 mm mensuales, también presenta un fenómeno térmico denominado “anomalía térmica positiva” es decir, que su clima es más caluroso de lo que debería ser teniendo en cuenta su altura sobre nivel del mar (2095 mt).

### Hidrografía
La principal corriente de agua que cruza el territorio del municipio está formada por el Río Sutamarchán cuya extensión es de 18 km aproximadamente. El Río Sutamarchán tiene su nacimiento en el límite de los departamentos de Boyacá y Cundinamarca al oriente de la Laguna de Fúquene. Se forma por la confluencia de los Ríos Ráquira y La Candelaria y así nace en el Páramo de Gachaneca que al bajar por el desierto de la Candelaria toma este mismo nombre y el de Ráquira, en territorio de Villa de Leiva recibe el nombre de Río Cane, más adelante recibe el nombre Río Monquirá, desembocando finalmente en el Río Suárez en Barbosa Santander.

## Actividades económicas

### Agricultura

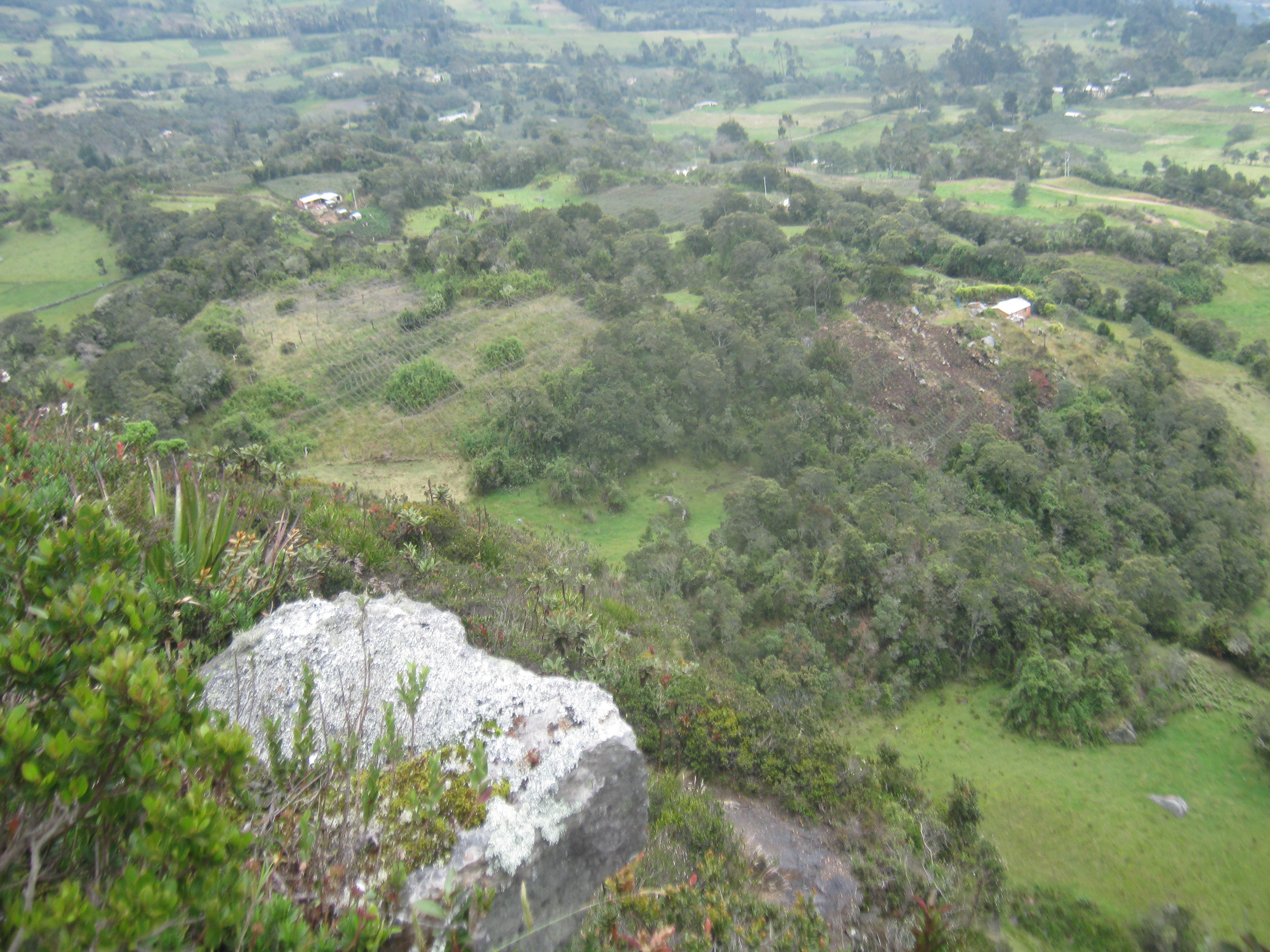
Panorámica de Sutamarchan

El 77% de la población se dedica a la actividad agropecuaria; los principales productos agrícolas son el tomate bajo invernadero, curubo, gulupa, fresa, arándanos, papa, maíz, fríjol, habichuela, pimentón, tomate de árbol y cebolla de bulbo. En las partes bajas se cultiva en forma tecnificada la uva con la cual se fabrica vino para exportar.
El cultivo del tomate bajo invernadero es una de las actividades agrícolas de mayor peso en el contexto económico del municipio de Sutamarchán, genera cerca de 550 empleos directos de los cuales el 90% son del municipio; su producción es tecnificada pero genera alta demanda de recurso hídrico, superior al del casco urbana y produce contaminación ambiental por el uso indiscriminado de agroquímicos; utiliza mano de obra no calificada en un 50%, mano de obra con algún nivel cultural (bachiller) el 40% y profesional el 10%. 
La producción de curubo ocupa un renglón importante en la economía, pero se requiere un buen mercado para beneficiar a los productores.

### Ganadería
Esta actividad es compartida con la producción agrícola, siendo la producción bovina, la más significativa, seguida de los porcinos los cuales se constituyen en un renglón económico de gran importancia en el municipio, pues en promedio mensual se sacrifican 40 semovientes con destino a la fabricación de longaniza en 15 establecimientos del municipio.
Las técnicas de producción ganadera son rudimentarias, debido a que la actividad económica del municipio se desarrolla en torno a la actividad agrícola. La rentabilidad es baja, debido a la influencia climatológica y a las condiciones de oferta y demanda de la época.

### Artesanía
Es un sector dedicado a la producción de Hamacas ,bolsos en lana, canastos, enjalmas, capoteras, telas para muebles cortinas y ruanas.

### Comercio

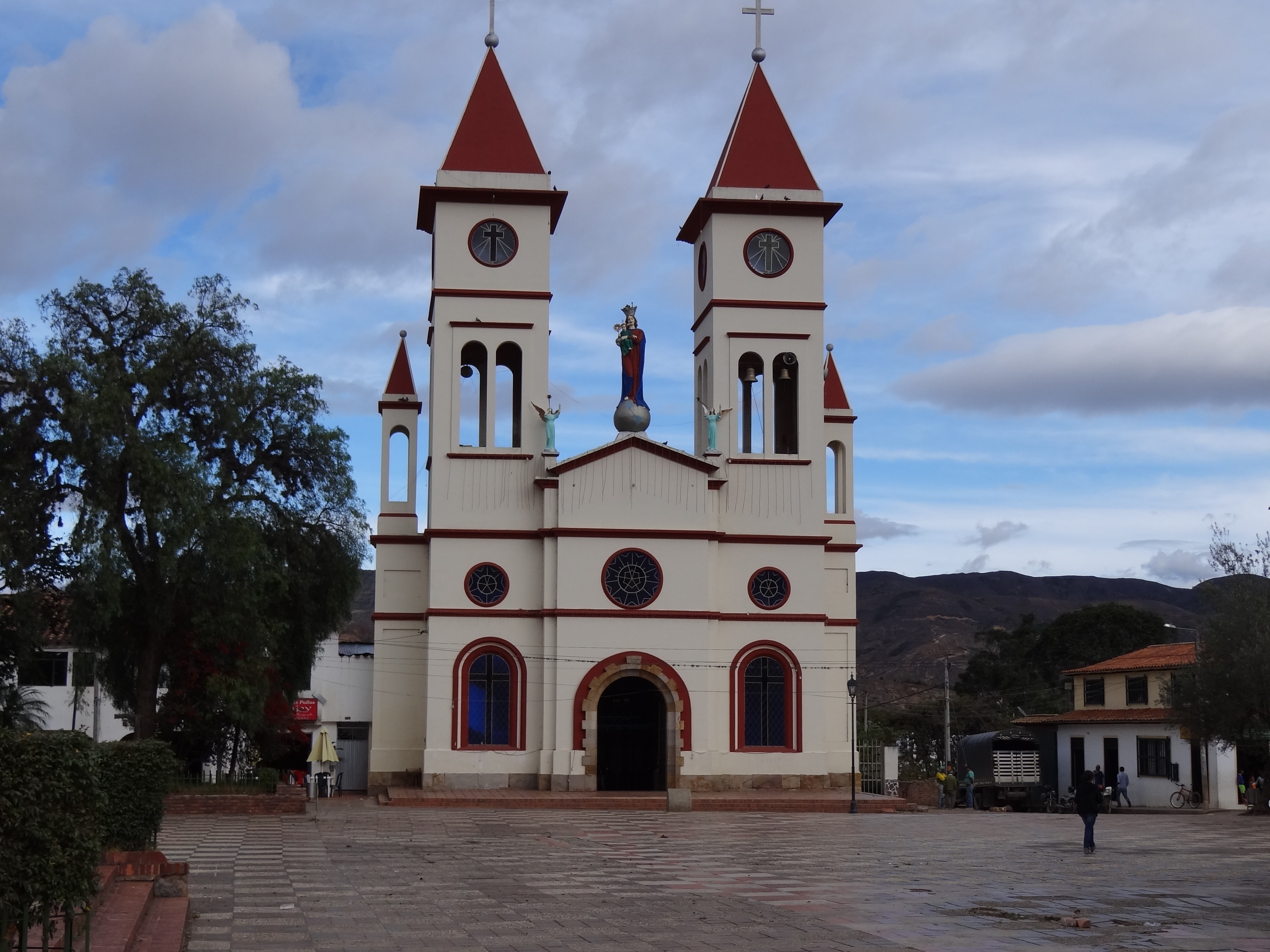
Iglesia de Sutamarchán

Sutamarchán, cuenta con grandes ventajas competitivas, que aún no han sido explotadas; el desarrollo económico se sustenta en la actividad agropecuaria y comercial, hasta la fecha, la administración municipal no ha desarrollado proyectos, encaminados a fomentar el desarrollo económico del territorio; no se observan pequeñas y medianas empresas (Pyme) adecuadamente organizadas, la actividad comercial existente es el resultado de micro proyectos familiares. 
Actualmente se está fortaleciendo considerablemente la oferta turística, no obstante es necesario optimizar, la prestación de servicios públicos esenciales e implementar o construir la infraestructura adecuada, para ser competitivos en este sector.
La principal actividad comercial de Sutamarchán es la comercialización de la Longaniza en restaurantes y piqueteaderos, de fama departamental y nacional; igualmente es importante la comercialización de víveres en la cabecera municipal.
Establecimientos comerciales
En el municipio de Sutamarchán existe una variedad de establecimientos en los cuales se distribuyen tanto alimentos como bienes y servicios los cuales están vigilados por las autoridades municipales y Saneamiento básico que está contratado con la Empresa Social del Estado Hospital San Francisco de Villa de Leyva quienes los que hacen la supervisión correspondiente a estos lugares

### Turismo

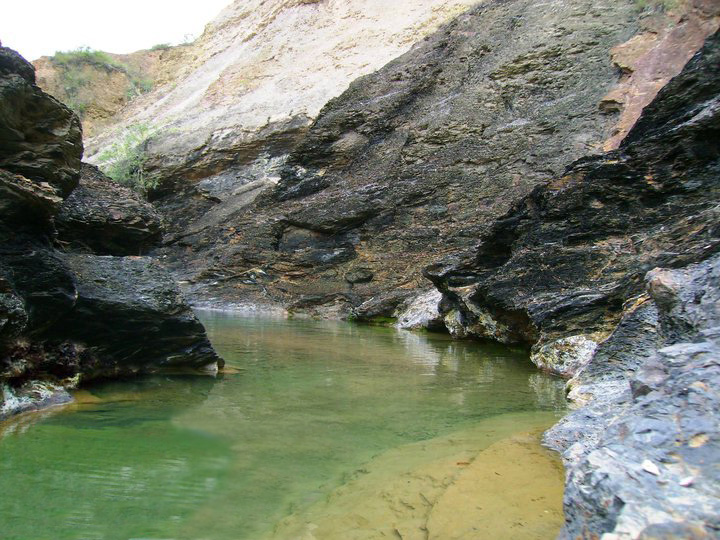
Pozo Azul en la vereda de Carrizal

En Sutamarchán se encuentran el Pozo Azul en la vereda de Carrizal, El Juraco del Diablo una cueva con olor a azufre se encuentra en la cordillera oriental frente a la cordillera de la Joya, el salto de Ermitaño cascada que se forma de la quebrada de Rivera, La Buchona ubicada en la vereda de Pedregal alto.
En la Jurisdicción se puede apreciar sitios de valor histórico como: los vestigios de tumbas indígenas, las ruinas de un pueblo aborigen y la antigua iglesia construida en el sitio denominado Alto de Yuca ubicadas en la vereda de Pedregal Bajo, y altos del Valle De Santo Eccehomo, Los Aposentos de Santana, ubicado a 2.5 km del casco urbano en la vereda de aposentos, La Virgen de la Piedra localizada a 3 km en la vereda de Pedregal Bajo, 
La Tomatina es una de las más grandes e importantes actividades turísticas del pueblo, consistiendo básicamente en un combate en el cual las personas tienen la libertad de lanzarse tomates unos con otros aprovechando los excedentes de la cosecha de tomate. Se viene celebrando desde el 15 de junio de 2004.

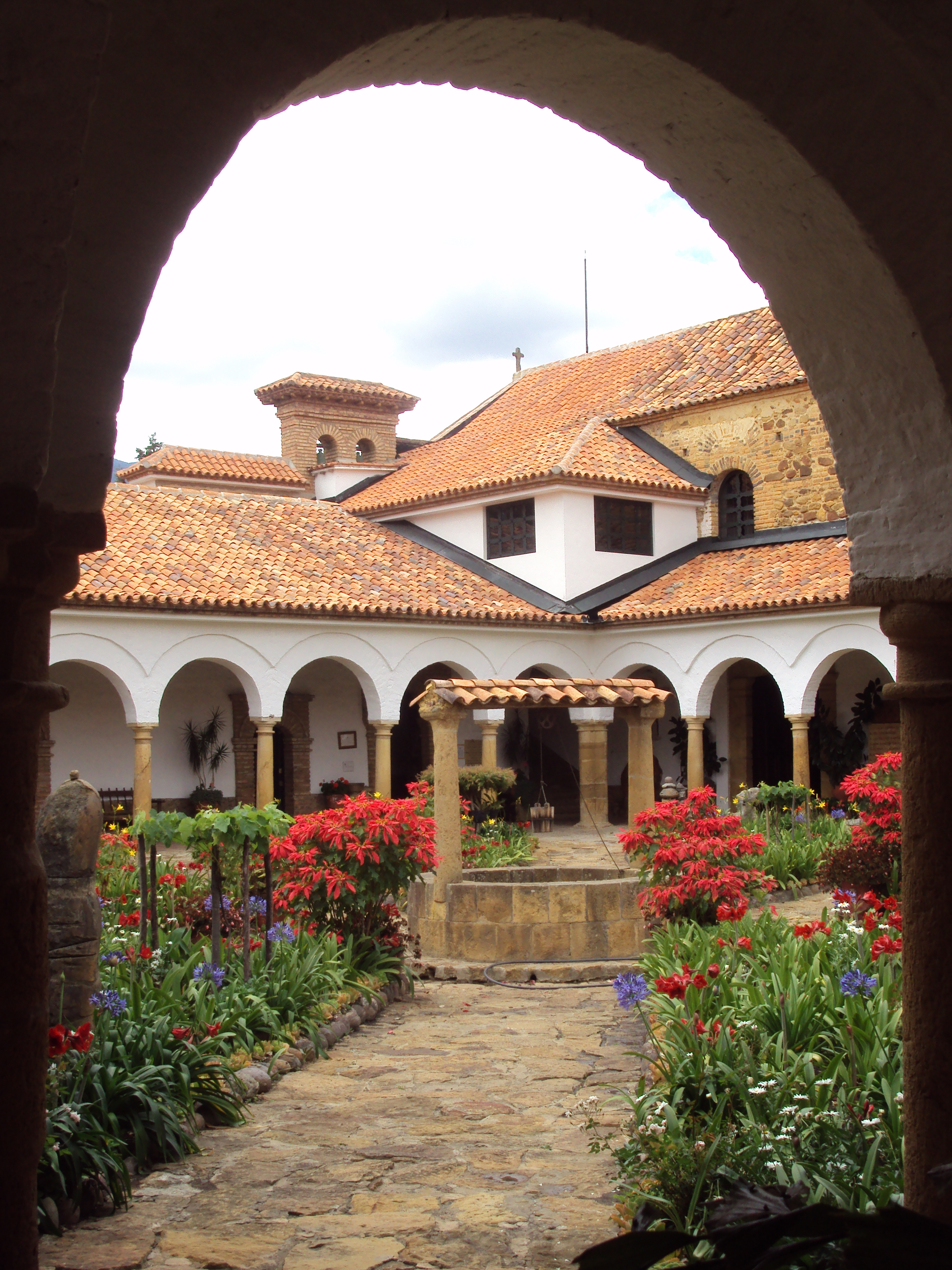
Vista interior del Convento del Santo Ecce Homo.

#### Convento de Santo Eccehomo
Entre los sitios más reconocidos y turísticos se encuentra el convento de Santo Eccehomo, santuario Dominico localizado en la vereda del Valle de su mismo nombre a 6 KM aproximadamente de Sutamarchán por la vía que conduce por la vía que conduce al municipio de Santa Sofía.
Fue fundado en 1620 por los padres dominicos. El terreno para levantarlo pertenecía a Juan de Mayorga, encomendero de Morocota y Moniquirá. Los dominicos construyeron la bella iglesia y el edificio del convento el cual pertenece al vecindario de Sutamarchán. Esta milagrosa reliquia, pintada en una tabla de madera de pino de una vara por lo alto, y dos tercios por lo alto, se manifiesta, que su primer milagro fue, que habiéndose quebrado por medio no tiene señal alguna de haber padecido la desunión. Tuvo su origen en Roma donde algún devoto y primoroso pintor copió la imagen de Cristo Jesús, cuando Dilato lo manifestó al pueblo romano coronado de espinas, y con una caña en la mano; diciendo aquellas dos palabras tan dignas de nuestra compasión y reverencia “ Eche Homo”. 
El historiador Luis Alberto Castellanos dice del cuadro del Santo Eccehomo: “Antes se veneraba en el mismo sitio de la iglesia y del convento un precioso cuadro del Santo Ecce Homo, que guarda la iglesia de Sutamarchán como relicario de inestimable valor y que fue sacado de Roma por Juan de Mayorga abuelo del donante. El turismo que se realiza en Sutamarchán es de tipo recreación pasiva, donde la gente va a comer la exquisita longaniza, la cual es fabricada caseramente y se pueden conocer sitios interesantes. Los sitios de hospedaje están adecuados para el disfrute de los visitantes, en lugares donde existe muy poca tecnología que ayuda a encontrar la tranquilidad que se necesita.

## Servicios públicos
- Energía Eléctrica: Empresa de Energía de Boyacá (EBSA), es la empresa prestadora del servicio de energía eléctrica.
- Gas Natural: Vanti es la empresa distribuidora y comercializadora de gas natural en el municipio.